# Wolfgang Schüssel
Wolfgang Schüssel, född 7 juni 1945 i Wien, är en konservativ österrikisk politiker (ÖVP), som var Österrikes förbundskansler 2000–2007.
Schüssel drog på sig mycken internationell kritik när han 2000 bildade en koalition  med det omstridda högerpartiet FPÖ. Taktiskt tycks Schüssel dock ha vunnit mycket på den första mandatperioden i högerkoalitionen: ÖVP gjorde 2002 sitt bästa val på många år, medan FPÖ - som vid regeringsbildningen 2000 till och med varit något större än ÖVP - gick kraftigt tillbaka efter en tid av stora interna stridigheter. Valet innebar att Schüssels ställning som regeringschef stärktes, när koalitionen med FPÖ fortsatte med dessa helt förändrade styrkeförhållanden mellan de två partierna.
I parlamentsvalet 2006 gick ÖVP däremot tillbaka och förlorade ställningen som största parti till socialdemokratiska SPÖ. Visserligen hade parlamentet fortsatt en knapp högermajoritet, men FPÖ:s splittring i två starkt rivaliserande partier gjorde att denna inte kunde användas som regeringsunderlag. I stället inledde ÖVP och SPÖ förhandlingar om en så kallad "stor koalition", förhandlingar som drog ut på tiden men som i januari 2007 ledde till regeringsskifte med Alfred Gusenbauer från SPÖ som ny förbundskansler. Wolfgang Schüssel tog inte plats i den nya regeringen.

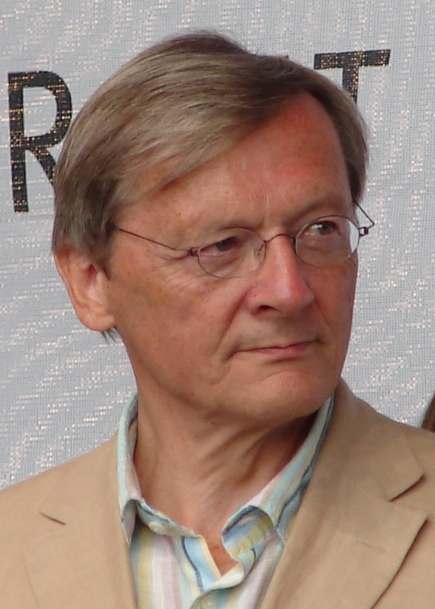
Wolfgang Schüssel, 2006

## Fotnoter
1. ↑  Brockhaus Enzyklopädie, Brockhaus Enzyklopädie-ID: schussel-wolfgang, läst: 9 oktober 2017.[källa från Wikidata]
2. 1 2 3 4 5 6 7 8 9 10 11 12 13 14 15 16 17  Wer ist Wer.[källa från Wikidata]
3. ↑  Munzinger Personen, Munzinger person-ID: 00000018836, läst: 9 oktober 2017.[källa från Wikidata]
4. ↑  BOE-ID: BOE-A-1995-16661.[källa från Wikidata]